# Ottaviano Diodati
Pour les articles homonymes, voir Diodati.

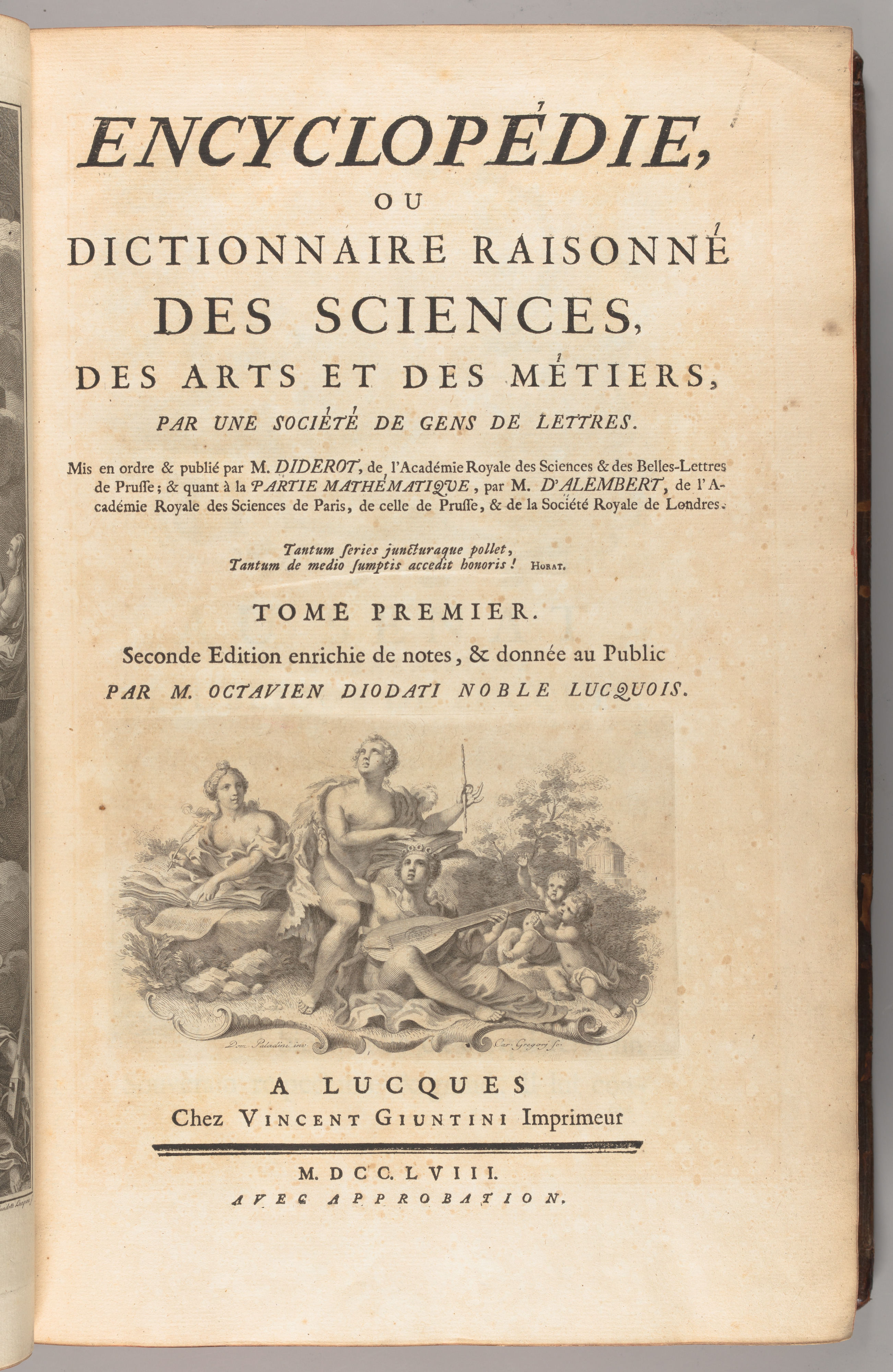
Encyclopédie, ou Dictionnaire raisonné des sciences, des arts et des métiers, par une société de gens de Lettres. Seconde édition enrichie de notes, et donnée au Public par M. Octavien Diodati, Lucques 1759-1781

Ottaviano Diodati est un homme de lettres et éditeur né en 1716 et mort en 1786 à Lucques, en Toscane.
Il écrit principalement en prose ainsi qu'en vers, mais il est surtout connu en tant qu'éditeur de la Biblioteca teatrale italiana (1761-1765), du Giornale enciclopedico di Liegi (1756-1760), et d'une réédition de l'Encyclopédie de Diderot et d'Alembert (1758-1781).

## Biographie
Il est descendant des Diodati, une famille aristocratique et protestante de Lucques, qui au XVIe siècle  émigre à Genève pour éviter les persécutions de l'Inquisition. La branche à laquelle Ottaviano appartient, celle de Coreglia, reste pourtant à Lucques.
Il occupe un poste dans la fonction publique dans la République de Lucques (mars-avril 1744, janvier-février 1746, novembre-décembre 1749, mars-avril 1752), mais sa carrière politique est bloquée (il reçoit une interdiction formelle d'exercer des charges publiques) en raison de son mariage avec Maria Felice Marcucci.
Son activité d'éditeur commence avec l'édition italienne du Journal encyclopédique de Liège. Le Giornale enciclopedico di Liegi est publié à compter de 1758. Le premier numéro du Journal encyclopédique date de 1er janvier 1756. La partie contenant les volumes I à XVI, 2 est publiée chez Giuntini, avec celle contenant les volumes XVI (1758) ainsi que du 3 au XXVII (1759), 3 chez Giusti (tipographie), parce que Giuntini a entre-temps commencé à s'occuper de la réédition de l Encyclopédie (1758). Pendant la periode de l'interruction ufficiale de la réimpression de l'Encyclopédie, il a l'occasion de se consacrer à un projet d'écriture théâtrale: la Biblioteca teatrale italiana (1762-1765).
Il s'est aussi occupé d'architecture et de scénographie : on peut constater ses annotations dans quelques entrées de l'Encyclopédie lucquoise, et dans ses projets, parfois réalisés : par exemple, dans le cas du jardin de la Villa Garzoni de Collodi.
Durant sa vieillesse il est nommé abbé, et il meurt en 1786.

## L'Encyclopédie de Lucques
Le 15 mars 1756 Diodati conclut avec le directeur de la stamperie Giuntini le contrat pour la réédition de l’Encyclopédie : les premiers deux volumes sont publiés en 1758, mais, malgré l'imprimatur précédemment accordé par Benoît XIV, l'année suivante, en 1759, l'ouvrage est condamné par le Saint-Office. Ce qui toutefois ne signifie pas que la réédition de l’Encyclopédie est réellement arrêtée: elle poursuit en fait clandestinement jusqu'en 1781.
Diodati fait participer à l'ouvrage des savants et des érudits tels que : Filippo Venuti (1706-1768), prévôt de Livourne, archéologue et membre de l'Accademia Etrusca fondé par lui et par ses frères en 1726, et aussi ami de Montesquieu ; et Giovanni Domenico Mansi (1692-1769), qui serait devenu archevêque de Lucques, et dont le rôle en médiateur avec la Saint-Siège (il est en effet chargé d'écrire des annotations orthodoxes aux entrées les plus controversées de l'Encyclopédie, afin de en éliminer l'intention subversive et antiecclésiastique), aurait dû garantir l'ouvrage. Clément XIII, toutefois, il n'en est pas satisfait, de ce fait il interdit à Mansi de participer encore à l'ouvrage et, comme on a déjà dit, il condamne l'Encyclopédie (mais sa collaboration continue sous anonymat : c'est en fait à lui qu'on doit les passages originaux de l'Éloge de Montesquieu à l'introduction du V volume).
La réédition de Lucques sous la direction de Diodati et l'édition originale de l'Encyclopédie sont publiées presque simultanément: néanmoins, les deux ouvrages, bien qu'en concurrence l'un avec l'autre, trouvent des débouchés et un public différent, de sorte qu'ils réussissent à coexister en toute indépendance.